# Rhagio longthouensis
Rhagio longthouensis är en tvåvingeart som beskrevs av Yang 1993. Rhagio longthouensis ingår i släktet Rhagio och familjen snäppflugor. Inga underarter finns listade i Catalogue of Life.